# 翻轉蛋糕

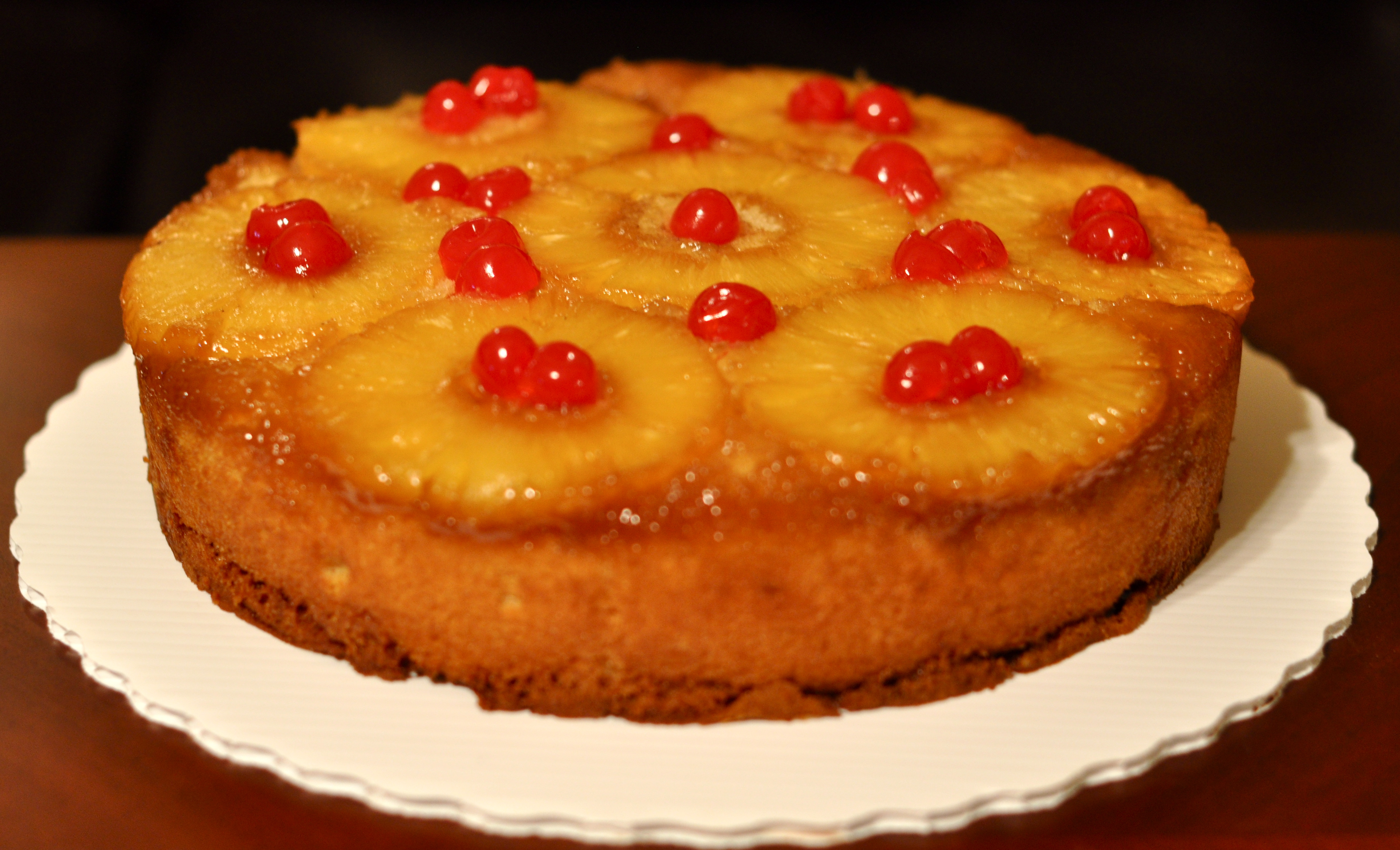
點綴有車厘子的菠蘿翻轉蛋糕

翻轉蛋糕（英語：Upside-down cake），是將本來在蛋糕表面上的水果，例如切片鳳梨等先放在平底鍋，然後才將蛋糕粉漿倒進去再放入烤箱烘焙，此時蛋糕是上下翻轉的狀態。
烘焙完成，將平底鍋從烤箱取出，用比平底鍋稍大的餐盤把蛋糕倒扣出來，蛋糕就回復本來上下沒有翻轉，鳳梨片在蛋糕上面的正常狀態了。

## 图集

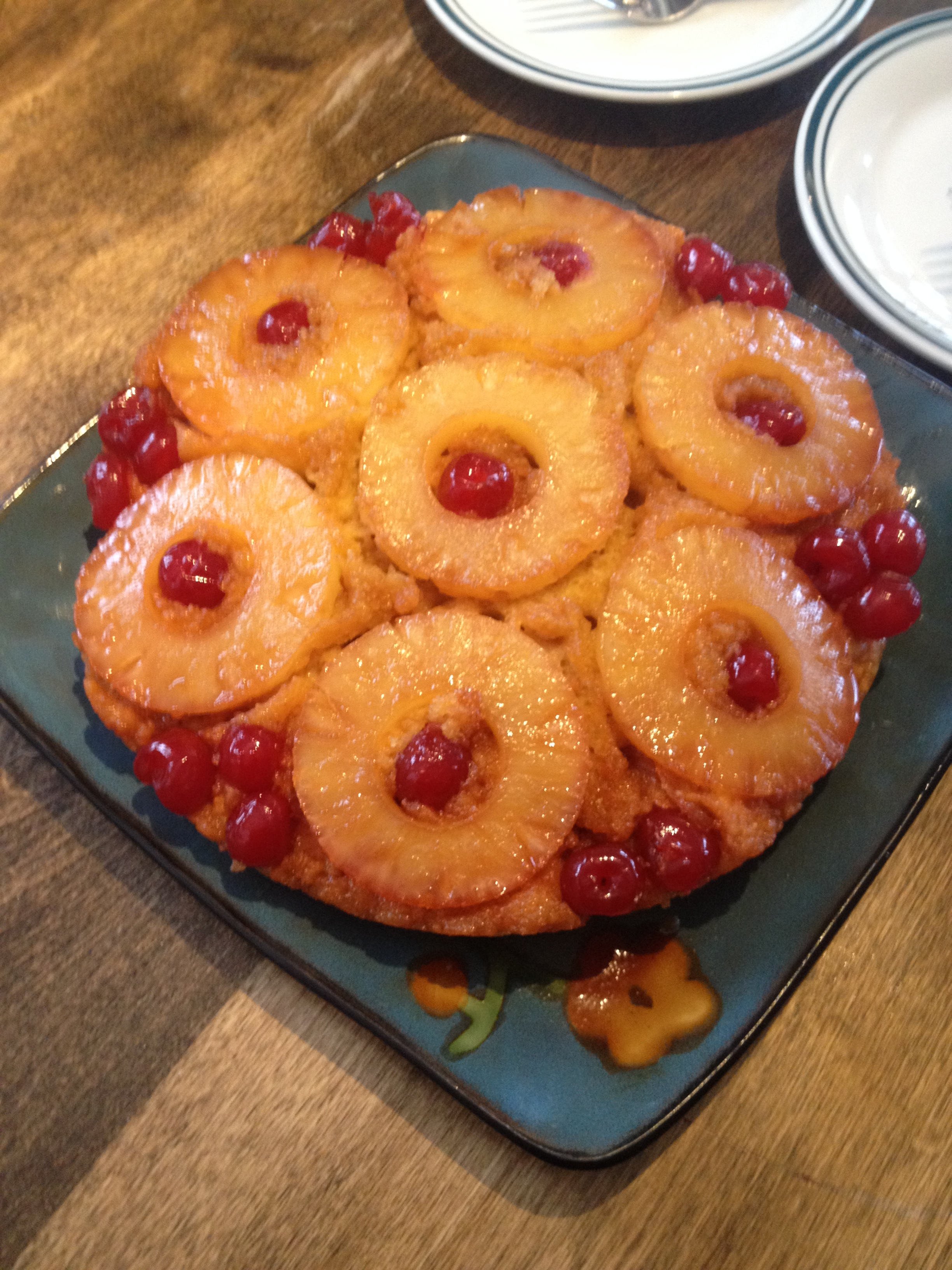
美式菠蘿翻轉蛋糕
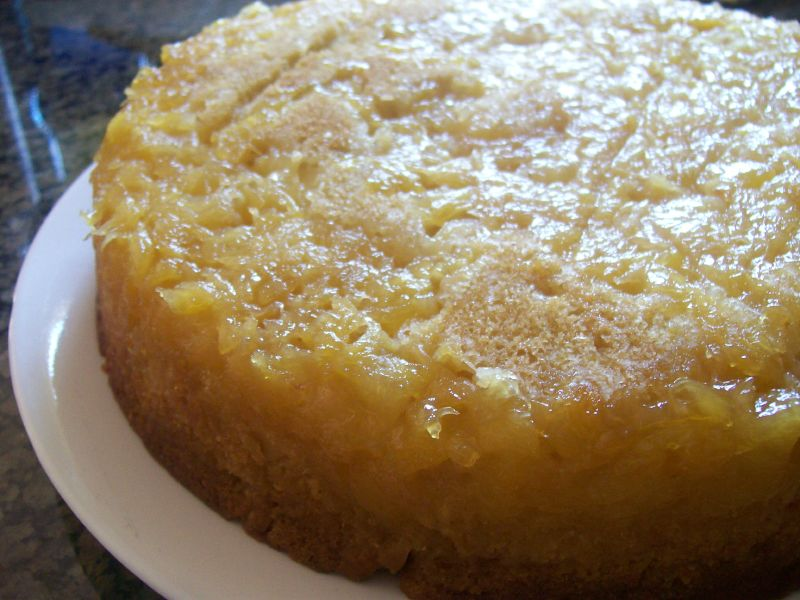
菠蘿碎翻轉蛋糕
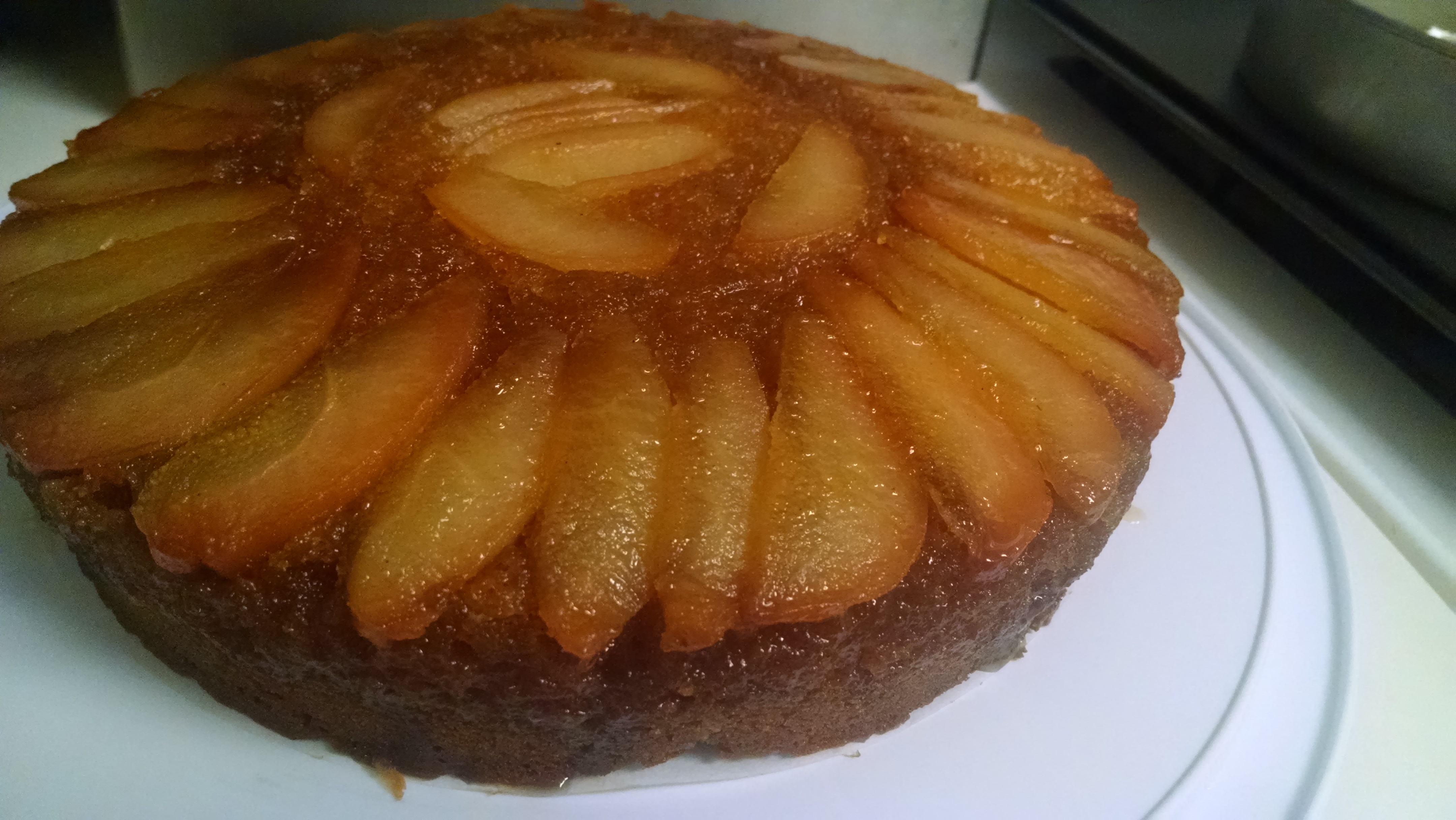
梨翻轉蛋糕
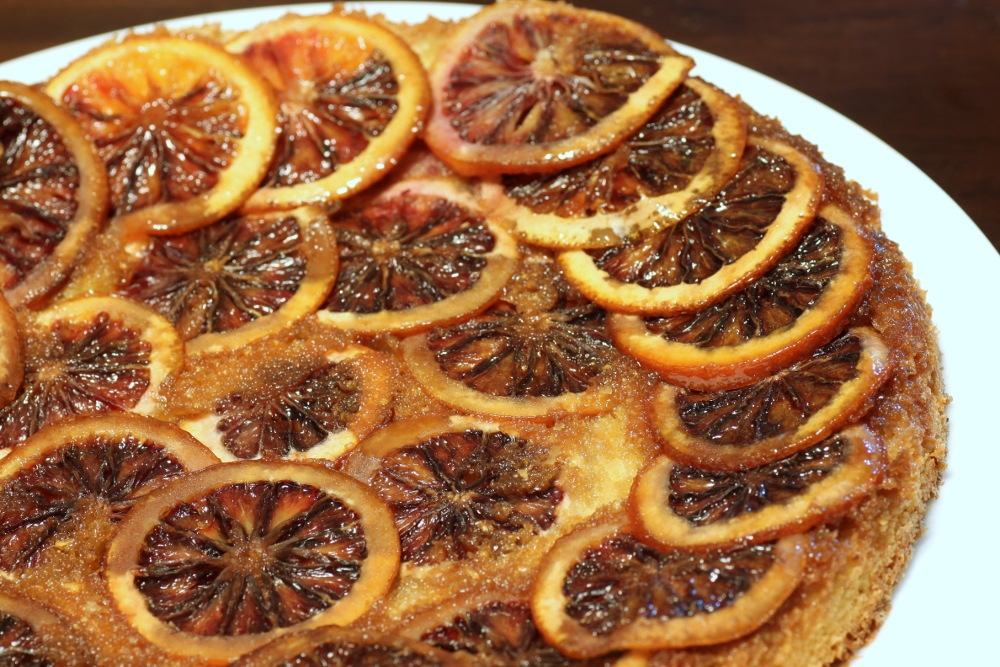
血橙翻轉蛋糕
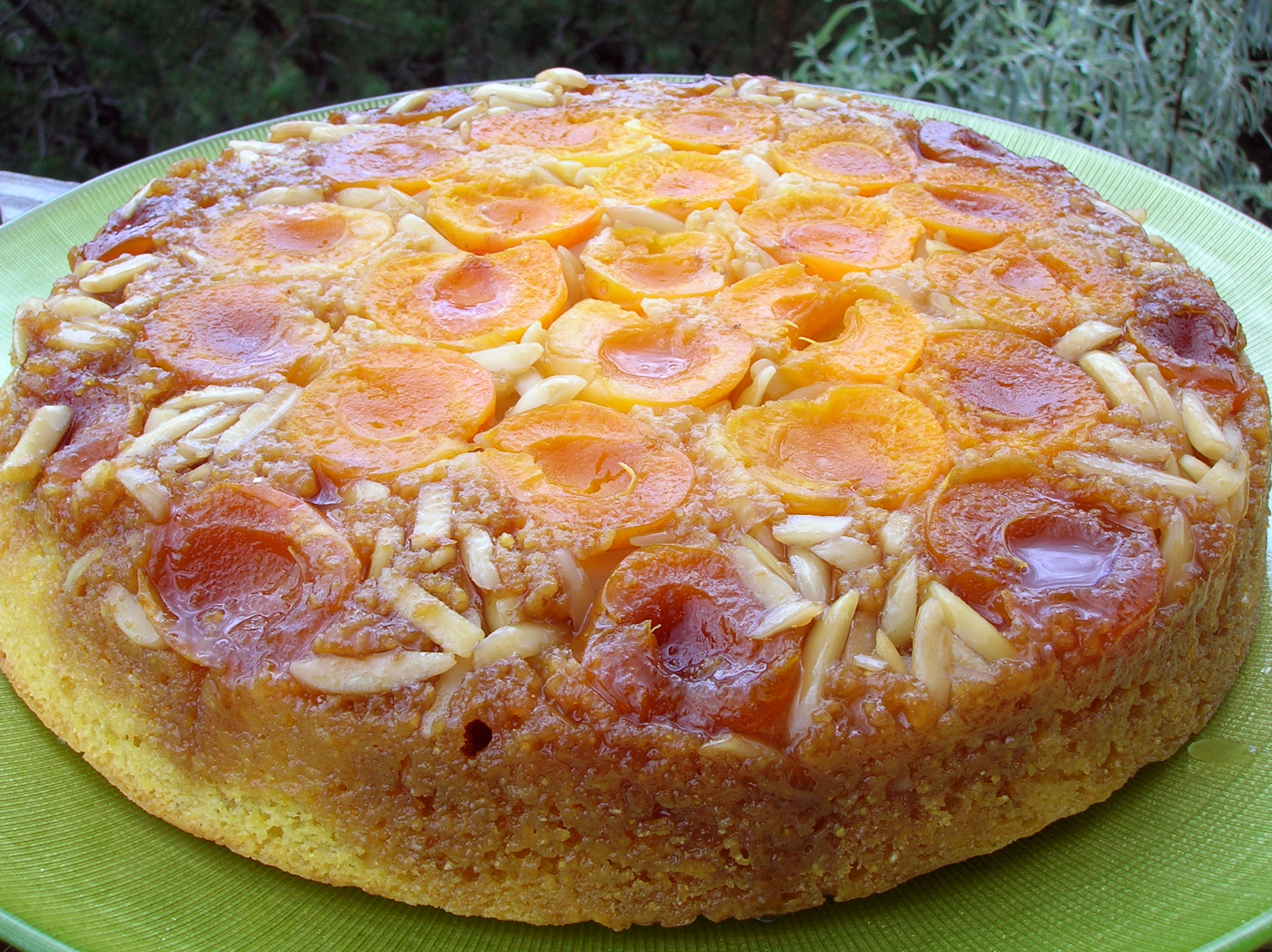
粗玉米粉杏子翻轉蛋糕
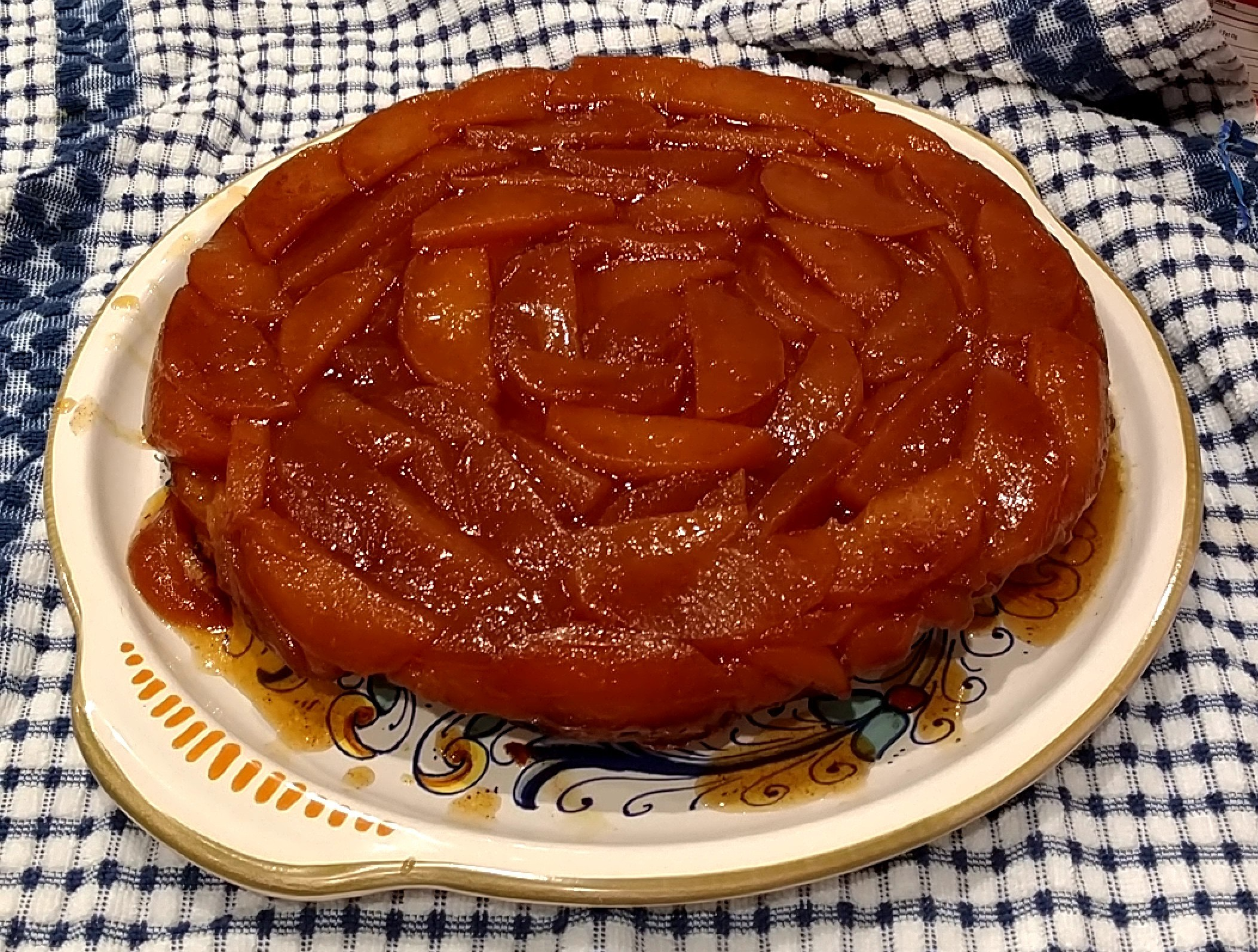
反烤蘋果塔